# Бої під Горлівкою
Бої під Горлівкою — серія позиційних боїв між Збройними силами України і Збройними силами РФ в ході російсько-української війни в околицях міста Горлівка Донецької області, Україна, яке 2014 року тимчасово окупувала Росія під виглядом терористичного режиму Донецької народної республіки.

## Передумови
Перша атака сепаратистських сил у Горлівці сталася 12 квітня, коли бойовики прибули до будівлі міського управління міліції о 20:00 з метою заволодіти зброєю, якої за словами представника міліції там немає. Спробу припинили співробітники міліції на чолі з Андрієм Крищенком
14 квітня 2014 сепаратисти здійснили другу спробу захоплення відділення міліції в Горлівці, яка виявилася вдалою. Операцією керував чоловік у камуфляжі, який повідомив, що він з Сімферополя і представився підполковником російської армії, пред'явивши російський паспорт. Частина горлівської міліції перейшла на бік сепаратистів. Пізніше стало відомо, що у захопленні райвідділку міліції брали участь колишні злочинці. На вході до будівлі було вивішено російський прапор.
17 квітня в Горлівці терористи викрали депутата міськради від партії «Батьківщина» Володимира Рибака, який нещодавно зірвав прапор так званої «Донецької народної республіки» з будівлі Горлівської міськради. 22 квітня його тіло було знайдено в річці Казенний Торець біля смт Райгородок Донецької області з ознаками насильницької смерті і було упізнано дружиною. Разом із ним був знайдений ще один чоловік, якого одразу не вдалось впізнати, проте пізніше було встановлено його особу — це був студент Юрій Поправка. За повідомленням прес-служби МВС «Причина смерті обох загиблих — комбінована травма тіла внаслідок тортур, з подальшим утопленням ще живих непритомних потерпілих». За наявними у слідства даними, до тортур і вбивства цих людей причетні представники сепаратистського угруповання, яке захопило будівлю СБУ в місті Слов'янську.

## Сили сторін та командування
У 2014 в місті розміщувався штаб Ігоря Безлера. Одним із командирів у лавах проросійських угрупувань, а згодом — військ окупаційних корпусів, був Поваляєв Сергій Сергійович, прізвисько «Боцман». Кадровий офіцер ГРУ, капітан, учасник щонайменше 5 воєн, легендований під місцевого ватажка.

## Бойові дії

### 2014–2015
14 липня взятий в полон бандою Безлера в районі міста Горлівка рядовий батальйону «Артемівськ» Кудрявцев Олексій Миколайович — зупинили рейсовий автобус, у якому перебував Олексій, що прямував до міста Артемівськ, де проходив службу. Під час перевірки документів та обшуку речей пасажирів терористи знайшли у Олексія міліцейську форму та посвідчення співробітника батальйону міліції — після чого примусово затримали. За попередньою інформацією розстріляний в полоні.
15 липня під час виконання службово-бойового завдання в Горлівці по зачистці через напад та обстріл терористами військовослужбовців батальйону «Донбас» четверо бійців зазнали осколкових та вогнепальних поранень під час перестрілки. Василя Єфіменка відправлено до Артемівської міської лікарні, де від отриманих важких поранень він помер.
21 липня розвідувальний дозор під командуванням майора 300-го танкового полку Олександра Бабія між населеними пунктами Майорськ і Дзержинськ близько 5 годин вів нерівний із терористами. Військовики на 3 БМП-1, 1 БРДМ і танку Т-64 супроводжували колону з приблизно 10 вантажних автомобілів із набоями, їжею та водою. При вході колони в Майорськ її обстріляли терористи. Були ліквідовані терористичні мінометні розрахунки, до 10 автомобілів, знешкоджено близько ста терористів, майор Олександр Бабій зазнав поранення.

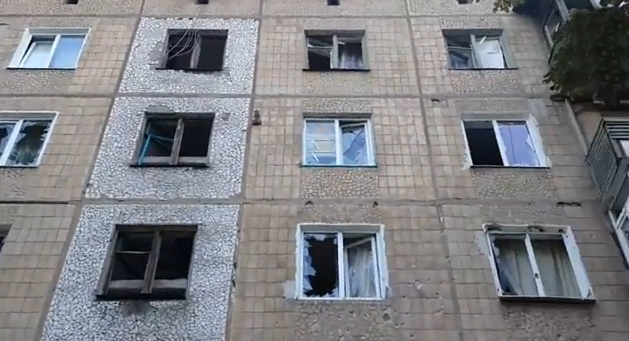
Житловий будинок, пошкоджений під час обстрілу. 7 серпня 2014.

27 серпня вояки 93-ї бригади виїхали на БМП до блокпосту, між Горлівкою та Єнакієвим були атаковані із трьох сторін. Загинув Станіслав Осауленко.
11 вересня 2014-го поблизу Майорського посту ДАІ відбувся запеклий бій українських військових із російською армією. Бойовики з Горлівки, збройно атакуючи, намагалися перешкодити українським воякам встановити блокпост; до мародерів прибуло значне підкріплення з Горлівки із 4-ма БРДМ, бійцям вдалося відбити атаку бойовиків, блокпост встановлено.
26 вересня 2014 року проросійські бойовики угруповань Безлера і батальйону «Восток», не зважаючи на підписану 5 вересня Мінську угоду про перемир'я, зустрічними ударами атакували українські блокпости на півдні міста, знищивши їх, і таким чином прорвали українське оточення міста.
В жовтні під час несення караульної служби на блокпосту під Горлівкою виявив ДРГ терористів та першим вступив у бій з нею старший солдат 34-го батальйону Сергій Вівсяний.
15 листопада 2014 року бойовиками було захоплено виробниче приміщення заводу «Реахім».
Станом на 8 грудня серед решток бандугрупування Безлера, котрі контролюють Горлівку, ширились чутки, що в місті діє «ліквідаційна команда СБУ». Бойовики вважали, що база даних «горлівського ополчення» потрапила в СБУ, тож тепер співробітники спецслужби закинуті на окуповану територію, та відловлюють чи ліквідують «бійців Бєса» в місті. Протягом останнього тижня було знайдено мертвими з ознаками насильницької смерті троє колишніх «командирів підрозділів» бандформування Безлера, щонайменше ще двоє зникли безвісти.
Зранку 9 грудня відзначено поблизу Горлівки потрапляння українською артилерією в один з вогневих артилерійських терористичних підрозділів, знищено та виведено з ладу щонайменше 2 установки РСЗВ «Ураган», 2 гаубиці Д-30, ліквідовано 4 вантажні автомобілі з набоями, є серед втрати серед бойовиків. Загалом 8 грудня через безтямне обстрілювання бойовиками міста загинуло шість та поранено трьох місцевих мешканців. Після цього у Горлівці відбувається акція протесту — мешканці виходять з вимогами до терористів, аби вони негайно залишили місто, мітинг було розігнано пострілами із стрілецької зброї.
23 грудня у Горлівці російсько-терористичними силами проводилась «спецоперація» по пошуку та знешкодженню «українських диверсантів», у якій брали участь підрозділи, підпорядковані «главі ДНР» Олександру Захарченку. У «пошуку» також брав участь підрозділ «макіївської комендатури», що мав у складі кілька БТР; також зафіксовані у командах  «російські фахівці» з ФСБ. Під час нічних облав загинув щонайменш один місцевий житель, кілька було поранено.
21 січня 2015 року поблизу Горлівки терористи втратили 25 убитими та понад 30 пораненими. Також українські сили знищили 1 танк, 2 БРДМ й 2 БТР. Окрім того, "ДНР"івський танкіст, відступаючи, розвернувся та почавив терористичну піхоту і протаранив 2 БРДМ-и. Серед втрат ЗСУ — молодший сержант 17-го мотопіхотного батальйону Артем Пойда, лейтенант Андрій Ільїн. Того дня від безладного обстрілу терористами міста загинуло троє містян, ще 13 поранені, серед них — двоє дітей.

### Втрата блокпосту «Красний Партизан»
22 січня 2015 року сили російських бойовиків батальйону «Восток» атакували блокпост, який називали «Красним Партизаном». Сам блокпост знаходився далеко від селища Красний Партизан — він стояв південніше Верхньоторецького, на швидкісній автотрасі М04 «Донецьк—Горлівка», і захищався силами 20-го мотопіхотного батальйону «Дніпропетровськ», що мали на озброєнні лише одну БМП. За словами капелана батальйону отця Дмитра Поворотного, блокпост був атакований з трьох сторін за підтримки танків, бій тривав 2 години. Лейтенант Андрій Колісник скласти зброю і потрапити до полону відмовився, і загинув з побратимами. У результаті атаки бойовиків, четверо українських воїнів загинуло, 9 потрапило до полону.
22 січня артилерія терористів завдавала інтенсивні удари по позиціях українських військ біля Горлівки, ведучи обстріл з позицій в районі ринку «Динамо» та селища Короленко, цивільні масово покидають місто та околиці. 24 січня від безладних обстрілів бойовиками в Горлівці загинули 5 людей, ще 10 поранені. 27 січня бойовики намагалися прорвати українську оборону по трьох блокпостах поблизу Горлівки, відкинуті, в боях троє бійців ЗСУ поранені. Того дня від обстрілів поранено 10 мирних жителів, серед них 3 дітей, загинуло 5 громадян. 10 лютого загинув на блокпосту поблизу Горлівки під час атаки російських збройних формувань старший матрос ЗСУ Ігіт Сагарян — відстрілювався, смертельно поранений пострілом з гранатомета. Увечері 12 лютого під час обстрілу терористами міста загинули троє дітей — в селищі шахти Кочегарка.
22 січня 2015 року поблизу Верхньоторецького проросійські бойовики кілька разів намагалися штурмувати українські позиції, після вмілого вогневого маневру зазнали численних втрат та відійшли.

### 2016
9 січня 2016 року поблизу селища Зайцеве біля Горлівки під вогонь російських терористів потрапив цивільний автомобіль, поранення зазнала місцева мешканка. Капітан батальйону «Миротворець» Олександр Ільницький, ризикуючи власним життя, зробив усе можливе, щоби зупинити і вивести автомобіль з-під обстрілу, в цей час зазнав смертельного кульового поранення у голову. 10 січня вранці загинув під час обстрілу терористами з АГС-17 (південно-східний напрямок селища Зайцеве) солдат 90-го батальйону Віктор Аврамчук — смертельне осколкове поранення у голову. 30 січня загинув під час мінометного обстрілу з боку терористів поблизу смт Зайцеве старший солдат батальйону «Кіровоград» Володимир Дрозд, ще один боєць зазнав поранення.
21 квітня зазнали поранення двоє українських бійців у Верхньоторецькому під час обстрілу терористами.
28 травня в бою з ДРГ терористів між населеними пунктами Верхньоторецьке та Новоселівка Друга полягли солдати Анатолій Белобусов, Роман Гавриленко, Олександр Шикера та сержант Павло Брезгун.

### 2017
Станом на початок 2017 року українські сили утримували околиці Горлівки на заході і півночі міста.
6 лютого 2017 під час мінометного обстрілу терористами поранено одного українського вояка.
16 лютого під час обстрілу взводного опорного пункту поблизу смт Зайцеве дістав важке вогнепальне поранення у голову від кулі снайпера солдат 25-ї окремої повітряно-десантної бригади Делюкін Юрій Петрович. Там само, від вогнепального поранення у шию загинув солдат 25-ї окремої повітряно-десантної бригади Корнійко Олександр Сергійович.
13 квітня щонайменш 2 терористів загинули на підступах до Горлівки — в їх позицію влучили снаряди і укріплення позицій завалились, під завалами було до 10 окупантів.
17 жовтня терористи під вечір обстрілюють українські позиції, загинув вояк ЗСУ. 24 жовтня 2017-го внаслідок обстрілу українських укріплень терористами неподалік Верхньоторецького один військовик зазнав поранень .
22 листопада волонтер Юрій Мисягін повідомив, що українські сили з 54-ї ОМБр та 24-го штурмового батальйону «Айдар» зайняли два селища у сірій зоні неподалік смт Гольмівський що північніше Горлівки — Травневе і Гладосове. Згодом його звинуватили у зриві планів військової операції ЗСУ.
29 листопада у районі селища Гладосове виявлено радянські протипіхотні міни ПМН-2. В Україні подібні міни були утилізовані до 2011 року у рамках Оттавської конвенції.
30 листопада волонтери Сергій Притула і Семен Кабакаєв повідомили, що силами 2-го батальйону 95 ОДШБр повністю взято під контроль Верхньоторецьке, що на південному заході від Горлівки. Згідно перевірки фактів, що провів Інформнапалм, хоч це селище і знаходилося поблизу лінії розмежування сторін, але його й до того контролювали українські війська.

### 2018
6 травня 2018 року у бою під Горлівкою ліквідовано 3 терористів силами 24-ї бригади, 1 український вояк загинув, двох поранено. 8 травня 2018 року силами 1-го механізованого батальйону та розвідувальної роти 24 ОМБр було взято під контроль смт Південне та його східну околицю Чигирі. Противник намагався витиснути підрозділи ЗСУ, але поніс значні втрати: близько 15 осіб вбитими та пораненими.
28 червня у Південному під час зіткнення з ДРГ терористів загинуло двоє українських військових, втрати противника — 5 вбитими та 8 пораненими. 4 липня в боях під Зайцевим та Південним поранено 2 бійців ЗСУ, у противника втрати — 1 загинув, 6 поранено.
У серпні підрозділи 24 ОМБр спільно з ротою глибинної розвідки 74 ОРБ витіснили російські окупаційні війська під Горлівкою та просунулися на кілька кілометрів у «сірій зоні», створивши кільце безпеки навколо Торецька та утворення буферної зони навколо КПВВ «Майорськ». Під повний контроль Об'єднаних сил перейшло селище Шуми і прилеглий дачний масив, траса вздовж водопроводу та дачний масив селища Шахти 6-7. Всього взято під контроль більше 10 квадратних кілометрів «сірої зони». Операція була ретельно спланована й організована та стала несподіванкою для противника — українські війська вночі зайняли щойно обладнані позиції російських окупаційних військ, які ті облаштували для проведення обстрілів. 8 серпня в ході розвідки загинув молодший сержант Дмитро Український з 24 ОМБр.

### 2019
29 серпня 2019 року штурмова група полку НГУ «Азов» знищила опорний пункт «Яблоня» 3-ї мотострілецької бригади російських окупаційних військ на Донбасі в селі Зайцеве. Операція ретельно готувалася впродовж місяця: безпілотниками відстежувався режим функціонування опорного пункту, вояки на полігоні тренувалися зачищати аналогічне за плануванням приміщення. Штурмова група чисельністю у 25 осіб, оснащена засобами нічного бачення і тепловізорами, висунулася вночі, пройшла між опорними пунктами супротивника, які були широко розставлені, і проникла у тактичний тил, після чого почала наближатися до цілі по стежці, якою відбувалося постачання опорника. Група в 10 осіб залишилася у засідці на випадок прибуття підкріплень супротивника, а решта пішла на штурм. В ході бою було вбито 4 бойовиків, 1 був взятий у полон, а ще 1 бойовик підірвався зранку на міні, встановленій групою прикриття. Сам опорний пункт був після цього дотла спалений інженерним боєприпасом. Українські сили не зазнали втрат, вся операція тривала 3-4 години.

### 2021
19–21 лютого 2021 року під Горлівкою знову спалахнули запеклі бої. За даними ЗСУ, проросійські сили п'ять разів порушили режим припинення вогню та отримали відповідь від Збройних сил України. Бійці 503-го батальйону 35-ї окремої бригади морської піхоти ВМС ЗСУ в районі шахти «Південна» і населеного пункту Торецьк під Горлівкою вогнем у відповідь завдали шкоди ворогові. Офіцер ЗСУ Анатолій Штефан (позивний Штірліц) повідомив, що українські військові під Горлівкою знищили семеро супротивників. За даними «ДНР» під Горлівкою було вбито 5 солдатів. Колишній комендант Горлівки Ігор Безлер сказав, що під Горлівкою вбито 20 солдатів «ДНР».

### 2022
1 березня 95-та десантно-штурмова бригада перейшла у контрнаступ і увійшла до міста, завдавши супротивнику значних втрат. Бригаді вдалося взяти під контроль частину міста, але закріпитися остаточно не вийшло через атаку окупантів. Крім того, бригаді вдалося закріпитися на околиці Горлівки, і незабаром планувалося здійснити контратаку на місто.
2 березня 2022 року офіційна українська влада повідомила, що частина міста була відвойована у сепаратистів. Напередодні представники окупаційної адміністрації поїхали у бік Росії у зв'язку з просуванням українських збройних сил у місто, оскільки воно розташоване за 40 кілометрів від окупованого Донецька. Боротьба за контроль над містом тривала вже досить довго, і українська армія досягла значних успіхів протягом останніх двох діб, що передували взяттю міста. Бої за Горлівку були напруженими, і багато бійців 1-ого армійського корпусу Російської Федерації потрапили в полон у місті. Станом на 3 березня місто частково очищувалося від окупаційних військ.
23 березня 2022 року Верхньоторецьке захоплене російськими військами. В серпні 2022 українські війська відійшли з Гладосового і Травневого.

### 2023
12 грудня 2023 року ЗСУ зайняли один терикон.

### 2024
31 січня 2024 року за даними ISW було повідомлено, що ЗСУ зайняли декілька позицій в районі міста.

## Матеріали
- Changes in the Line of Contact in the Donbas [Архівовано 1 квітня 2022 у Wayback Machine.] // AtlanticCouncil, 4 грудня 2017